# Wingdings

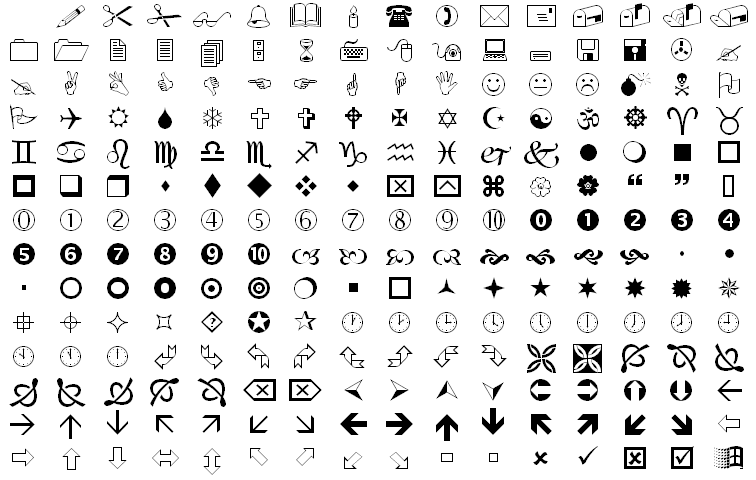
Набор символов шрифта Wingdings

Wingdings — шрифтовая гарнитура, содержащая декоративные графические символы, созданная в 1990 году Чарльзом Бигелоу и Крис Холмс и включённая во все версии операционной системы Windows, начиная с Windows 3.1. По мнению Бигелоу, Wingdings был одним из первых шрифтов, нашедших своё место в массовой культуре.

## Причины появления и история создания
В конце 1980-х — начале 1990-х годов использование изображений при подготовке документов на компьютере было затруднено по ряду причин: низкое качество и невозможность масштабирования растровых изображений, большой размер файлов, сложности с получением изображений. Кроме того, если графические элементы являлись частью документа, сложно было обеспечить их сочетаемость с текстовым содержанием. Ввиду этого создавались специальные шрифты, содержавшие вместо текстовых символов графические элементы. Поскольку эти шрифты были векторными, они решали проблему, давая возможность легко включать в документы масштабируемую высококачественную графику, при этом не увеличивая их размер. Одним из первых таких компьютерных шрифтов был Zapf Dingbats, созданный Германом Цапфом, получивший широкое распространение, будучи включённым в поддерживаемый принтерами Apple набор гарнитур.
Бигелоу и Холмс, ученики Цапфа, занимались созданием шрифтов семейства Lucida. Для их дополнения соответствующими по стилю и пропорциям декоративными символами, дизайнеры создали три шрифта: Lucida Icons, Lucida Arrows и Lucida Stars. В 1990 году права на эти шрифты купила Microsoft. На их основе был создан Wingdings, включающий часть символов из всех трёх шрифтов. Необходимость такого объединения была связана с тем, что Windows в то время выпускалась на дискетах, что существенно ограничивало количество поставляемых в комплекте шрифтов. Благодаря включению в состав Windows и использованию его в продуктах Microsoft, о шрифте узнало большое количество обычных пользователей компьютеров, что, по мнению Фила Эдвардса, выделило его среди конкурентов, таких как Zapf Dingbats.

## Название
Название Wingdings объединило слова Windows и dingbat. По словам Бигелоу, новое название содержало коннотации дикости и восторга — буквально слово «wingding» означает «дикая, энергичная, роскошная вечеринка». Слово dingbat — это термин типографики, восходящий к временам, когда для того, чтобы вставить в печатный текст иллюстрацию, приходилось каждый раз вырезать новую форму. Чтобы избежать этого трудоёмкого процесса, но всё же добавить в книгу определённые иллюстративные элементы, типографы использовали различные символы и орнаменты, которые и получили такое название (вероятно, восходящее к нидерл. dingus — вещь, или к звуку падающих на пол металлических литер).

## Символы
В состав Wingdings вошло большое число различного характера символов. Часть из них являются достаточно традиционными для типографики и иллюстраций (например, указывающие пальцы и руки), другие же соответствуют техническим достижениям XX века (самолёт, телефон с тоновым набором) и офисной оргтехнике, которая была типичной для начала 1990-х (компьютеры, мыши, трекболы). По утверждению Бигелоу, его любимыми символами в Wingdings являются флероны. Часть из них вдохновлена цветками из сада Холмс и Бигелоу, другие же основаны на печатных символах эпохи Возрождения, английских розах и разной формы листьях.

## В массовой культуре

Буквы NYC, написанные шрифтом Wingdings.

Из-за того, что многие пользователи впервые столкнулись с символьным шрифтом для графического оформления, появились неожиданные интерпретации его символов. В шрифте пытались искать скрытые послания, которые якобы проявлялись, если написать определённое слово и сменить шрифт на Wingdings. По словам Бигелоу, начали появляться даже теории заговора: например, согласно одной из них, в шрифте было закодировано антисемитское сообщение. Если попытаться написать, используя Wingdings, слово «NYC» (Нью-Йорк Сити), то получится изображение черепа и костей, звезды Давида и жеста «большой палец вверх». Бигелоу отмечал, что подобные артефакты являются всего лишь ненамеренным следствием процесса преобразования шрифтов, который был использован Microsoft. Никто не предполагал, что пользователи будут пытаться как-то «раскодировать» комбинации символов Wingdings. По словам представителя Microsoft Кимберли Куресман, компания рассматривала вопрос изменения символов, соответствующих данной комбинации букв, но было решено этого не делать, чтобы не создавать проблем с совместимостью документов. В новом символьном шрифте Webdings, разработанном в 1997 году, дизайнеры специально выбрали для символов, соответствующих строке NYC, обозначения, вызывающие более приятные ассоциации: глаз, сердце и городской пейзаж, соответствующие фразе «я люблю Нью-Йорк».
По мнению Бигелоу, сам факт распространения таких теорий стал доказательством того, что Wingdings прочно вошёл в массовую культуру. Бигелоу рассматривает подобные Wingdings шрифты как переходное звено между древним пиктографическим, идеографическим и логографическим письмом, от которого произошли китайские и японские иероглифы, к современным эмодзи.
В инди-игре Undertale, созданной Тоби Фоксом, скрытый персонаж по имени В. Д. Гастер использует шрифт Wingdings, в честь которого он, предположительно, и назван. В частности, Гастер использует шрифт в скрытой записи № 17 и в старых версиях сайта игры Deltarune.